# Olcay Yusufoğlu
Olcay Yusufoğlu (* 16. Juni 1988 in Izmir) ist eine türkische Schauspielerin und Synchronsprecherin.

## Leben und Karriere
Yusufoğlu wurde am 16. Juni 1988 in Izmir geboren. Sie studierte an der Anadolu Üniversitesi. Danach setzte sie ihr Studium am Ankara Devlet Tiyatrosu fort.  Ihr Debüt gab sie 2006 in der Fernsehserie Köprü. Ihre erste Hauptrolle bekam sie 2009 in Es-Es.
Zwischen 2018 und 2019 wurde sie für die Serie Bizim Hikaye gecastet. 2020 spielte sie in Eşkıya Dünyaya Hükümdar Olmaz mit. Außerdem trat sie 2021 in Sadakatsiz auf. Unter anderem bekam Yusufoğlu 2022 eine Rolle in Evlilik Hakkında Her Şey. Im selben Jahr war sie in Hayat Bugün zu sehen.
Yusufoğlu ist auch als Synchronsprecherin aktiv. Sie sprach Figuren in verschiedenen Serien wie DC Super Hero Girls, Captain Tsubasa, Bulmaca Kulesi und Der Nackte Regisseur.

## Filmografie (Auswahl)
Serien
- 2006: Köprü
- 2009: Es-Es
- 2009: Sakarya Fırat
- 2012: Umutsuz Ev Kadınları
- 2013: Fatih Harbiye
- 2015: Poyraz Karayel
- 2016: Cesur Yürek
- 2018–2019: Bizim Hikaye
- 2020: Eşkıya Dünyaya Hükümdar Olmaz
- 2021: Sadakatsiz
- 2022: Evlilik Hakkında Her Şey
- 2022: Hayat Bugün
- 2024: Yargı

## Sprechrollen (Auswahl)
- 2018: DC Super Hero Girls (Luis Lane)
- 2018: Captain Tsubasa (Kumi)
- 2018: Bulmaca Kulesi (Aslı)
- 2019–2021: Der Nackte Regisseur (Misato Morita / Kaoru Kuroki)